# Алі-Акбар Зарфам
Алі Акбар Зарфам (перс. علی اکبر ضرغام; лютий 1911 — грудень 1976) — іранський державний і політичний діяч. З 5 грудня 1959 до 11 березня 1961 року був міністром фінансів Ірану.

## Життя
Алі-Акбар Зарфам народився в Тегерані в 1911 році. Він відвідував Незамську середню школу, що була військовою школою створеною Реза Шахом . В 1934 році він закінчив Військову академію, а у 1940 році закінчив навчання у Військовому університеті.

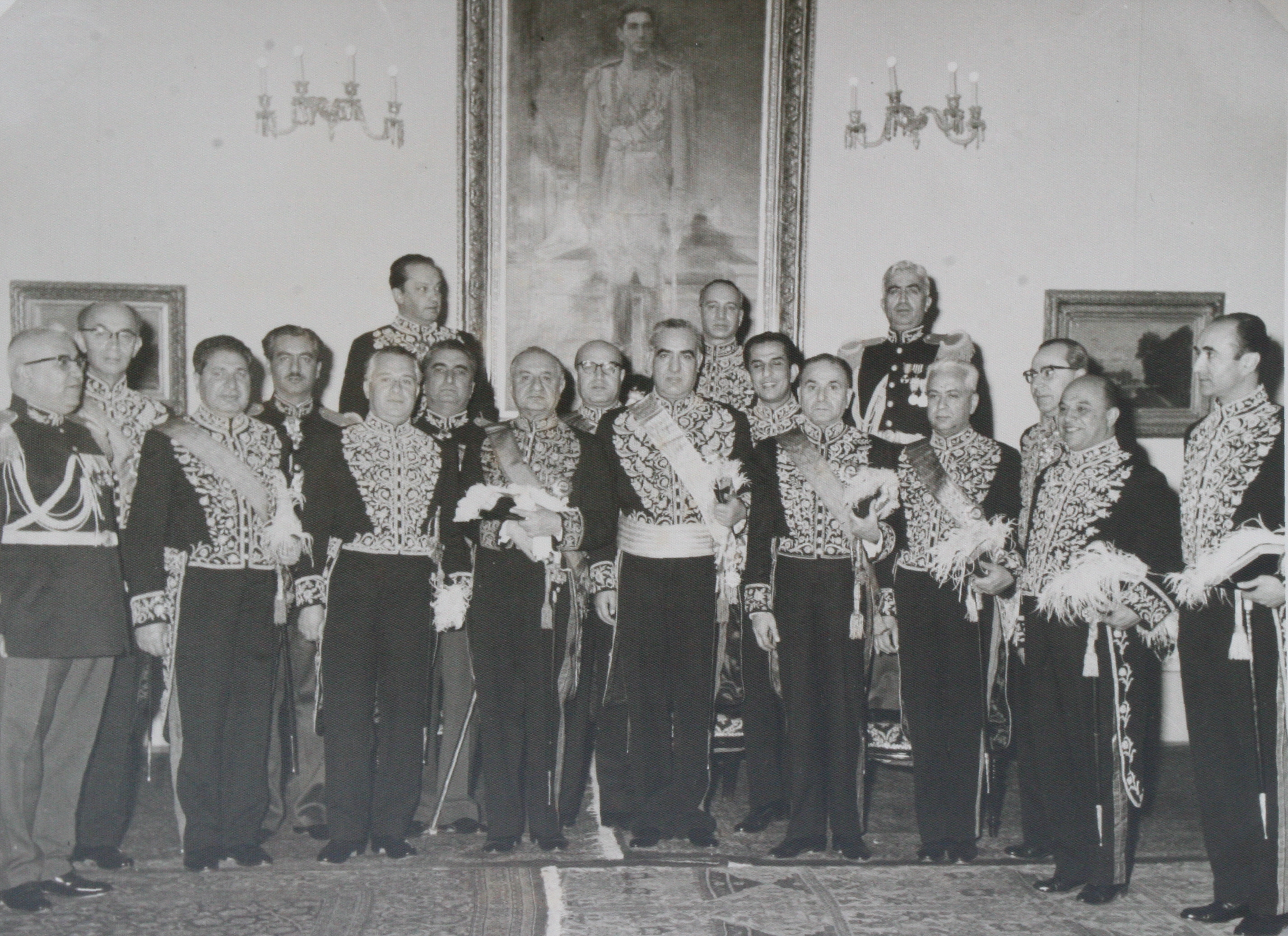
Алі-Акбар Зарфам (крайній зліва), Теймур Бахтіяр (четвертий зліва), Манучіхри Егбал (в центрі), Джафар Шариф-Емамі (ліворуч від Егбала), Джамшід Амузегар (праворуч від Егбала), Амір Асадалл Альам (крайній праворуч)

У 1951 р. Зарфам був призначений на посаду військового губернатора і наступного року був призначений генеральним директором Департаменту цукру. У 1955 році він став директором митниці, а через два роки був призначений першим міністром митниці та монополій. В 1958 році став генерал-майором. 5 грудня 1959 року він був обраний міністром фінансів при кабінеті Егбала і зберігав посаду при кабінеті Шарифа-Емамі. Після свого перебування на посаді міністра він брав участь у різних державних службах. Займався відновлення міста Казвін після руйнівного землетрусу в 1962 році.

## Смерть
У грудні 1976 року Алі-Акбар Зарфам помер від серцевого нападу в своєму будинку в Тегерані у віці 65 років.